# Spirocamallanus fariasi
Spirocamallanus fariasi är en rundmaskart som först beskrevs av Pereira 1935.  Spirocamallanus fariasi ingår i släktet Spirocamallanus och familjen Camallanidae. Inga underarter finns listade i Catalogue of Life.